# Cosas
Cosas va ser un programa de televisió, emès per Televisió Espanyola en la temporada 1980-1981. S'emetia els divendres en horari de sobretaula, entre les 15:30 i les 19 hores.

## Format
Emès en directe simultàniament des dels estudis de Prado del Rey de Madrid i Miramar de Barcelona, es tractava d'un magazine d'entreteniment, amb consells per a l'oci, i en el qual s'incloïen des d'entrevistes a personatges rellevants de la vida pública fins a concursos, humor, consells de bellesa, cinegètica, botànica, literatura, actuacions musicals i reportatges d'interès.

## Presentadors
Durant les primeres setmanes, la presentació va ser a càrrec de Mònica Randall des de Barcelona i Marisa Abad i José Miguel Flores des de Madrid. No obstant això, poc després, Flores abandonava l'espai i era substituïda pel popular Joaquín Prat. El trio va romandre al capdavant del programa fins a la seva retirada definitiva.
A més, tots dos estaven acompanyats en les tasques de presentació per Lola Martínez, Isabel Bauzá i Elena Escobar, així com els consells del Pare Mundina sobre la cura de plantes i la crònica social de Jesús Mariñas.

## Equip tècnic
- Director: José Lapeña Esquivel
- Realitzador: Carmelo Sanz Barrera
- Coordinació: Eugenio Sanz Graella i Germán Rubial.
- Guions: Juan José Plans i Antonio Hernáez.

## Premis i reconeixements
Marisa Abad i Joaquín Prat van obtenir respectivament els Premis TP d'Or a la millor presentadora i al millor presentador, per la seva feina al capdavant del programa.

## Otras cosas
La temporada 1981-1982, el programa va ser substituït per Otras cosas. L'esquema fonamental del nou espai era el mateix, encara que es van perdre alguns dels elements que havien fet de Cosas un dels programes de major acceptació l'any anterior.
Les dues presentadores estrella, Abad i Randall, van abandonar el programa, encara que es va mantenir Joaquín Prat, acompanyat per Elena Escobar, Lola Martínes, Isabel Bauzá i Mari Ángeles Morales. L'horari d'emissió es va retardar fins a les 19h i la durada del programa es va reduir a una hora.
Otras cosas no va aconseguir el ressò del seu predecessor i al final de la temporada, es va suspendre definitivament la seva emissió.